# Dark Adrenaline
«Dark Adrenaline» — шостий студійний альбом італійського готичного альт-метал-гурту Lacuna Coil. Реліз відбувся 23 січня 2012 року.

## Список композицій
Автор музики і слів Lacuna Coil та Don Gilmore, окрім "Losing My Religion", автором якого є гурт R.E.M. 
| #   | Назва                                            | Тривалість |
| --- | ------------------------------------------------ | ---------- |
| 1.  | «Trip the Darkness»                              | 3:12       |
| 2.  | «Against You»                                    | 3:51       |
| 3.  | «Kill the Light»                                 | 3:35       |
| 4.  | «Give Me Something More»                         | 3:56       |
| 5.  | «Upsidedown»                                     | 3:04       |
| 6.  | «End of Time»                                    | 3:53       |
| 7.  | «I Don't Believe in Tomorrow»                    | 4:12       |
| 8.  | «Intoxicated»                                    | 3:48       |
| 9.  | «The Army Inside»                                | 3:12       |
| 10. | «Losing My Religion» (кавер-версія гурту R.E.M.) | 3:42       |
| 11. | «Fire»                                           | 2:55       |
| 12. | «My Spirit»                                      | 5:50       |
| 13. | «Dark Adrenaline (японський бонус)»              | 3:19       |
| 14. | «Soul Inmate (японський бонус)»                  | 3:22       |

## Чарти
| Чарт (2012)                                  | Місце |
| -------------------------------------------- | ----- |
| Бельгія Flanders Albums                      | 70    |
| Бельгія Wallonia Albums                      | 59    |
| Канада Canadian Albums Chart (Billboard)     | 46    |
| Канада Canadian Hard Rock Albums (Billboard) | 3     |
| Нідерланди Dutch Albums (MegaCharts)         | 79    |
| Фінляндія Finnish Albums Chart               | 34    |
| Франція French Albums Chart                  | 53    |
| Німеччина German Albums Chart                | 36    |
| Італія Italian Albums (FIMI)                 | 18    |
| Японія Japanese Albums Chart (Oricon)        | 225   |
| Норвегія Norwegian Albums Chart              | 82    |
| Іспанія Spanish Albums Chart (PROMUSICAE)    | 77    |
| Швейцарія Swiss Albums (Schweizer Hitparade) | 53    |
| Велика Британія UK Albums Chart              | 48    |
| Велика Британія Rock Chart                   | 4     |
| США Billboard 200                            | 15    |
| США Alternative Albums (Billboard)           | 2     |
| США Hard Rock Albums (Billboard)             | 2     |
| США Independent Albums (Billboard)           | 3     |
| США Rock Albums (Billboard)                  | 5     |

## Учасники запису
Lacuna Coil
- Андреа Ферро — чоловічий вокал
- Крістіна Скаббіа — жіночий вокал
- Марко "Маус" Біацці — електрогітара
- Крістіано "Піцца" Мігліоре — ритм-гітара
- Марко Коті Зелаті — бас-гітара, клавішні
- Крістіано "КріЦ" Моццаті — барабани, ударні